# Лунин, Леонид Сергеевич
Леонид Сергеевич Лунин (род. 1944) — советский учёный, профессор, доктор физико-математических наук, заслуженный деятель науки РФ, ректор Новочеркасского политехнического института с 1998 по 2009 годы.

## Биография
Родился в 1944 году в станице Рязанской Краснодарского края.
В 1971 году окончил Ростовский государственный университет по специальности «Радиофизика», затем поступил на работу в НПИ (сейчас ЮРГТУ), где прошёл путь от ассистента до ректора. В 1975 году защитил кандидатскую диссертацию, в 1989 — докторскую.
Затем был деканом, директором волгодонского филиала ЮРГТУ (НПИ), проректором по науке ЮРГТУ (НПИ) (с 1994 года) и заведующим кафедрой физики (с 1997 года), ректором ЮРГТУ (НПИ) в 1998—2009 годах.
Лунин Л. С. — известный учёный в области физики полупроводников. Им разработано одно из приоритетных направлений науки и техники — научные основы получения новых материалов для оптоэлектроники. Он создал и развил признанную в России и за рубежом новую научную школу в области разработки физических основ технологии получения новых полупроводниковых материалов для оптоэлектронных гетероструктур, позволяющих значительно улучшить параметры существующих приборов и создать принципиально новые.
Профессор Лунин — автор более 200 научных работ, среди которых 4 монографии, учебник, 30 учебных пособий. Результаты научных исследований докладывались на 60 международных и российских конференциях. Лунин является членом совета «Физические основы преобразования солнечной энергии» РАН, вице-президентом Ростовского физического общества, членом 2 диссертационных советов, академиком Международной и Российской академий наук высшей школы.

## Награды
- За большую плодотворную работу по подготовке высококвалифицированных кадров, развитие научных исследований, внедрение в учебный процесс новых технологий обучения в 1996 году Лунин Л. С. награждён нагрудным знаком «Почётный работник высшего профессионального образования Российской Федерации».
- Награждён орденом Почёта (2006)[3], орденом «За заслуги перед Отечеством» (2003).
- Заслуженный деятель науки Карачаево-Черкесской республики (2007), почетный доктор физики технического университета города Ильменау (2008).[2]